# Hudson (schip, 1964)
De Hudson was een sleepboot van L. Smit & Co's Internationale Sleepdienst. Deze zeesleper, de vierde met de naam Hudson, was van 1964 tot 1984 in bedrijf.
De boot werd door J. & K. Smit's Scheepswerven NV te Kinderdijk gebouwd en op 16 januari 1964 in gebruik genomen. Het motorvermogen, 3250 pk, was iets minder dan de helft van de Zwarte Zee, het sterkste schip van Smit destijds. De Hudson had drie zusterschepen, nl. de Orinoco, Thames en Mississippi.
In haar derde jaar realiseerde de sleepboot het grootste aantal sleepmijlen van de Smitvloot.  In 1969 redde de Hudson 28 opvarenden van het vrachtschip Bethlehem dat zonk na een aanvaring met een Japanse tanker. De Hudson heeft in de buurt van Canada wel eens ijsbergen versleept om een boorplatform te beschermen.
In 1982 werd de Hudson ondergebracht bij Smit International South East Asia Pte Ltd., Singapore. In 1984 werd de sleepboot te Kaohsiung gesloopt.

## Wetenswaardigheden
- De zusterschepen van de Hudson zijn, op de Thames na, ook uit de vaart genomen. De Thames werd in 1979 omgebouwd tot het jacht Itasca (IMO: 1002055).